# Monitorización (psicología)
La monitorización, en psicología cognitiva, es un proceso que se supone inmerso dentro de la llamada función ejecutiva o sistema ejecutivo. Hace referencia a la supervisión necesaria para la ejecución del plan de acción establecido en la planificación de las acciones, conductas o pensamientos encaminados al logro de una meta. Es el proceso por medio del cual, nos aseguramos que nuestro proceder está encaminado adecuada y eficazmente hacia un resultado final, evitando las posibles desviaciones que pudieran presentarse. 
La monitorización puede detectar las posibles interferencias que pudieran presentarse en el curso de alguna acción y puede dar lugar a corregir el procedimiento antes de llegar a un resultado final.
- Datos: Q48782618